# Fria franska styrkorna

Fransk flagga med Lorraine-korset, emblem för Fria franska styrkorna.

Fria franska styrkorna (franska: Forces Françaises Libres, FFL) var det Fria Frankrikes militära styrkor under andra världskriget. 
Efter att Frankrike kapitulerat och ockuperats av Nazityskland vägrade Charles de Gaulle att erkänna den vapenvila som undertecknats av Vichyregimen med tyskarna och två dagar efter vapenvilan manade han i ett radiotal utsänt från London av BBC sina landsmän att fortsätta kampen. Styrkorna rekryterades från de franska styrkor som vid Frankrikes kapitulation fanns i Storbritannien och från fransmän och franska militära enheter som begav sig till Storbritannien efter kapitulationen, men framför allt från de delar av det franska imperiet (Tchad, Franska Kongo, Kamerun och Gabon) som anslöt sig till de Gaulle. Majoriteten av de fria franska styrkorna i Afrika bestod av afrikanska soldater snarare än av etniska fransmän.
De fria franska styrkorna kom med tiden att bli omfattande. De erövrade stora delar av Libyen och gjorde i juni 1942 betydande insater vid Bir Hakeim, då fransmännen uppehöll tyskarna så trupper tillhörande Storbritannien och samväldet kunde omgruppera inför slaget vid El-Alamein. Även i exempelvis Eritrea, Syrien, Tunisien och Italien bidrog fria franska trupper till den allierade krigsinsatsen.
Med tiden anslöts allt fler franska kolonier till det Fria Frankrike, bland de viktigare Syrien och Libanon (som erövrades maj-juni 1941), Senegal med betydande flottstyrkor (november 1942) och Madagaskar i december 1942. Efter den allierade invasionen av Nordafrika i november 1942 blev med tiden även Nordafrika med Algeriet, Marocko och Tunisien ett viktigt fäste.   
De fria franska styrkorna upphörde formellt att existera den 1 augusti 1943, då de fusionerades med den tidigare Vichytrogna armén i Nordafrika under general Henri Giraud. Styrkorna kallades därefter för den franska befrielsearmén eller enbart den franska armén (Armée française de la Libération).
I samband med Italiens kapitulation i september 1943 befriade och försvarade de franska styrkorna Korsika och Elba från anstormande tyska styrkor. Vid tiden för landstigningen i Normandie i juni 1944 bestod de franska trupperna av över 400.000 man och franska styrkor under general Leclerc tågade in i det av tyskarna utrymda Paris i september 1944. Vid krigsslutet i maj 1945 hade styrkorna växt till 1,25 miljoner man. De stora franska styrkorna och den franska motståndsrörelsen innebar att de Gaulle och det Fria Frankrike själva kom att ta över administrationen av Frankrike istället för att, som general Dwight D. Eisenhower hade planerat, sättas under amerikansk militäradministration.